# 大塞爾維亞

藍色部分是塞爾維亞激進黨的佛伊斯拉夫·塞塞利（Војислав Шешељ）所提出的大塞爾維亞范圍

南斯拉夫1990年到1995年塞尔维亚控制区域

南斯拉夫1990年到1995年塞尔维亚控制区域变化

大塞尔维亚是指部分塞尔维亚民族主义者与领土收复主义者追求建立的一个囊括他们认为所有历史上与塞尔维亚族有关的土地的国家。大塞尔维亚主张蒙特內哥羅、舒馬迪亞、普雷舍沃河谷、馬其頓、伏伊伏丁那，以及克寧等地都应是塞族人国家的领土，其范围大幅超过南斯拉夫内战后现代塞尔维亚的领土范围。部分最激进的大塞尔维亚主义者甚至认为部分今属阿尔巴尼亚、保加利亚等国的古代塞尔维亚帝国领土也应是塞族人国家的领土。